# Kim Chang-bok
Kim Chang-bok (* 14. Oktober 1959) war vom 2. Februar 2015 bis 2016 Cheftrainer der nordkoreanischen Fußballnationalmannschaft.

## Karriere
Kim ist nach eigenen Angaben Mitglied beim nordkoreanischen Fußballverband, welche Funktion er dort erfüllt beziehungsweise erfüllt hat, ist nicht bekannt.
Das Amt des Trainers übernahm Kim kurz nach Nordkoreas enttäuschendem Abschneiden bei der Asienmeisterschaft 2015 und löste damit seinen Kollegen Jo Tong-sop ab. 2016 wurde er von Jørn Andersen abgelöst.